# The Ballad of Sally Rose
The Ballad of Sally Rose is het elfde studioalbum van de Amerikaanse zangeres Emmylou Harris, uitgebracht in februari 1985. Het betekende een belangrijke ommekeer voor Harris om twee redenen. Ten eerste werden alle nummers door haar en haar toenmalige echtgenoot Paul Kennerley geschreven, terwijl haar vorige albums voornamelijk uit materiaal van anderen bestonden. Ten tweede is het een conceptalbum, losjes gebaseerd op Harris' relatie met Gram Parsons. Het album vertelt het verhaal van een personage genaamd Sally Rose, een zangeres wiens geliefde en mentor, een hardlevende, harddrinkende muzikant, tijdens een tournee om het leven komt.  Dolly Parton, Linda Ronstadt en Gail Davies zingen samen in verschillende nummers. Veel nummers vloeien in elkaar over en creëren zo een continu momentum.
Vóór dit album bevatte alleen Harris' debuut album Gliding Bird uit 1969 meer dan twee eigen composities, een prestatie die ze pas in 2000 zou herhalen met Red Dirt Girl. Harris beschreef het album als een "country opera".